# Leonardo Petro
Leonardo Petro Director productor y actor, maestro en artes escénicas de la Academia Superior de Artes de Bogotá (ASAB) y egresado de la Escuela de Arte Dramático del Teatro Nacional. Ha realizado múltiples estudios en actuación, dirección, voz, cuerpo y clown; ha estudiado danza contemporánea y ballet en la Escuela ECODANZA y danza moderna en la Escuela de Danza PETIPA y jazz contemporáneo en el Ballet Ciudad de Bogotá.
Tiene experiencia como pedagogo impartiendo clases de actuación. Ha sido director de las obra El Oso de Antón Chejov, El medico a palos de Molière y Patty Diphusa de Pedro Almodóvar. Además director de la lectura Mientras mientas de Claudia Giraldo, director asistente de la obra Shakespeare Total en el Teatro Nacional y codirector de la obra Prométeme que no gritaré de Víctor Viviescas en la Casa del Teatro Nacional.

## Biografía
Leonardo Petro es Maestro en artes escénicas de la Academia Superior de Arte de Bogotá (ASAB) y egresado de la Escuela de Arte Dramático del Teatro Nacional. Ha realizado múltiples estudios en actuación, dirección, voz, cuerpo y clown; ha estudiado danza contemporánea y ballet en la Escuela ECODANZA y danza moderna en la Escuela de Danza PETIPA y jazz contemporáneo en el Ballet Ciudad de Bogotá.
Actualmente es director del grupo de Teatro de la Universidad Javeriana y del Grupo de Teatro del Club El Nogal de Bogotá. Ha sido director de las obras: Blancanieves en el Teatro Colón de Bogotá, Dios de Woody Allen, Entre mujeres de Santiago Moncada y El medico a palos de Molière en el Club el Nogal; Sueño de una noche de verano de Shakespeare en la Universidad Javeriana. El Oso de Antón Chejov en la Casa del Teatro Nacional y Patty Diphusa de Pedro Almodóvar en el Teatro Nacional. Además, director de la lectura Mientras mientas de Claudia Giraldo, director asistente de la obra Shakespeare Total en el Teatro Nacional y codirector de la obra Prométeme que no gritaré de Víctor Viviescas en la Casa del Teatro Nacional.
Como actor ha participado en las obras de teatro: Inocencia, Antígona y Esperando a Godot, dirigidas por Adela Donadio; Blancanieves dirigida por Manuel Orjuela; Sueño de una noche de verano dirigida por Ana María Vallejo; Peter Pan dirigida por Brunilda Zapata y Pilar Acosta y en varias producciones de televisión como Sin senos no hay paraíso, El Ventilador, La hija del mariachi, Chepe fortuna y ¿Dónde esta Umaña? entre otras.

## Director
- Blancanieves y los siete enanitos Blancanieves y los siete enanitos en el Teatro Colón de Bogotá (enlace roto disponible en Internet Archive; véase el historial, la primera versión y la última). 2015 Teatro Colón de Bogotá
- El Oso obra de Antón Chejov
- Patty Diphusa obra de Pedro Almodóvar 2011
- La sombra 2000

## Codirector
- Shakespeare total 2010 (enlace roto disponible en Internet Archive; véase el historial, la primera versión y la última).
- Caricias 2006
- Prométeme que no gritare 2007

## Teatro
- Peter Pan. J.M. Barrie. Dir.: Pilar Acosta y Brunilda Zapata.
- Inocencia. Dea Loher. Dir.: Adela Donadio. - Casa del teatro Nacional.
- Antígona. Sófocles. Dir: Adela Donadio. - Casa del teatro Nacional.
- Blanca nieves. Dir: Manolo Orjuela. – Teatro Nacional la Castellana.
- Sueño de una Noche de Verano. William Shakespeare. Dir: Ana Maria Vallejo – Casa del Teatro Nacional.
- Esperando a Godot. Samuel beckett. Dir: Adela Donadio. – Casa del Teatro Nacional.

## Televisión
- Sin senos no hay paraíso. R.T.I. Televisión.
- Sinvergüenza. R.T.I. - Telemundo.
- El zorro. R.T.I. – Telemundo.
- La hija del mariachi Dir. Diego León Hoyos.
- El ventilador Dir: Daniel Bautista, Caracol TV. año 2007.
- Detrás de un ángel Dir Carlos Duplat, R.T.I. Televisión